# Șatava, Dunaiivți
Șatava (în ucraineană Шатава) este un sat în comuna Makiv din raionul Dunaiivți, regiunea Hmelnîțkîi, Ucraina.

## Demografie
Componența lingvistică a localității Șatava
     Ucraineană (98,94%)
     Rusă (1,06%)
Conform recensământului din 2001, majoritatea populației localității Șatava era vorbitoare de ucraineană (98,94%), existând în minoritate și vorbitori de rusă (1,06%).